# غريغوري إينفانت
غريغوري إينفانت (بالإسبانية: Gregory Infante) هو لاعب كرة قاعدة فنزويلي، ولد في 10 يوليو 1987 في كاراكاس في فنزويلا.

## وصلات خارجية
- غريغوري إينفانت على موقع دوري كرة القاعدة الرئيسي (الإنجليزية)
- غريغوري إينفانت على موقعبيزبول رفرنس.كوم (الدوري الرئيسي) (الإنجليزية)
- غريغوري إينفانت على موقعبيزبول رفرنس.كوم (الدوري الثانوي) (الإنجليزية)
- غريغوري إينفانت على موقع إي إس بي إن.كوم (أم.أل.بي) (الإنجليزية)
- غريغوري إينفانت على موقع مشجعي الرسوم البيانية (الإنجليزية)